# 군사 병원
군사 병원, 주로 군병원이라 부르는 이 시설은 군대에서 소유하고 운영하는 병원으로, 군인을 대상으로 운영되지만, 일부 국가에서는 민간인도 받아준다. 다른 주둔지 안에 있거나 따로 떨어진 곳에 설치되기도 한다.
영국은 군병원을 폐쇄하고 민간병원에 군인 병동을 둘 수 있도록 하는데, 이를 국방부 병원부대(MDHU)라 일컫는다. 이러한 병원은 평시 주둔지 근무 중 일 때 진료하고, 전투 작전에서 부상을 당했을 때는 왕립국방의료소로 보낸다.

## 사진첩

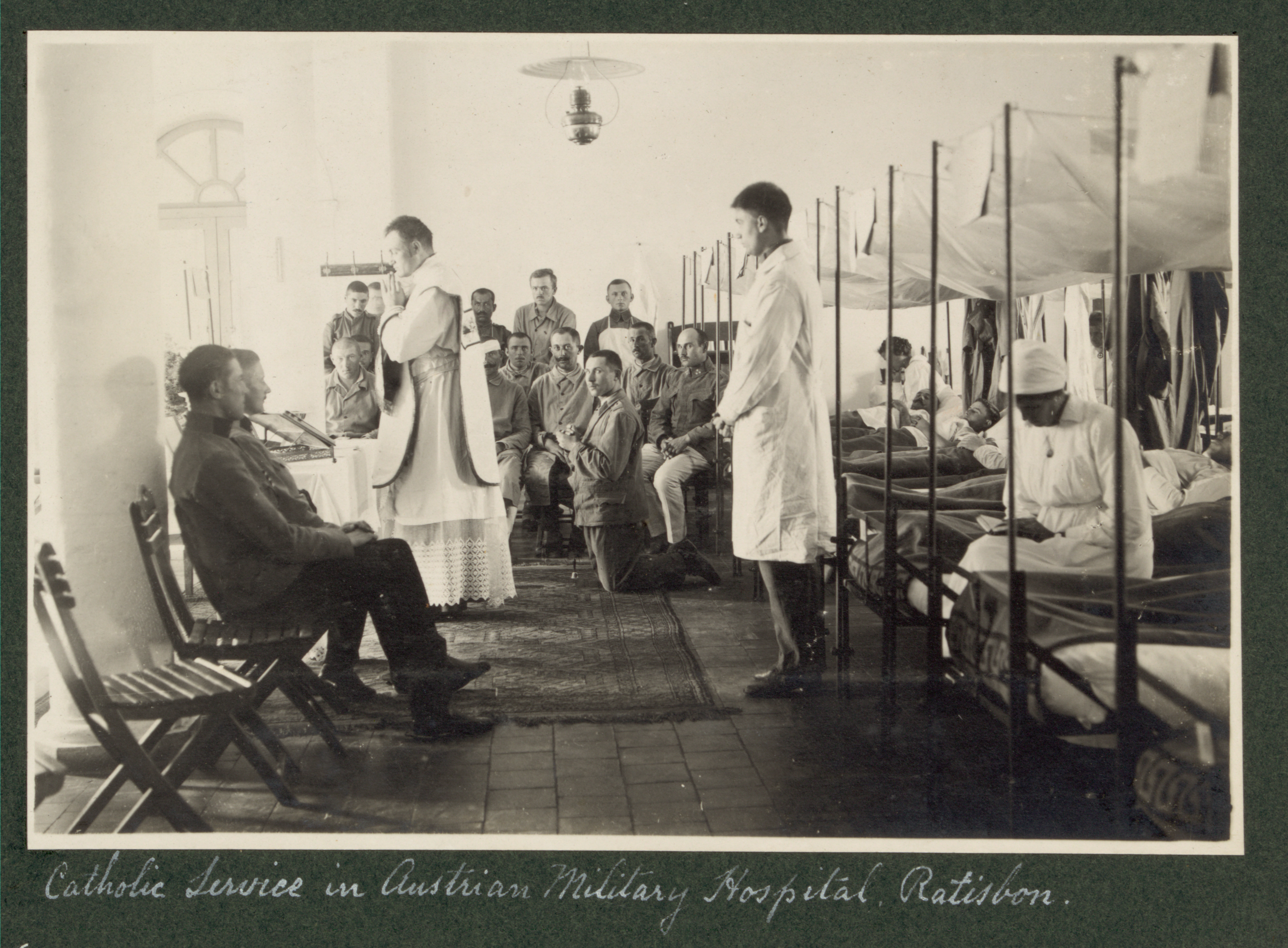
제1차 세계 대전 당시 오스트리아 군사병원에서의 가톨릭 예배
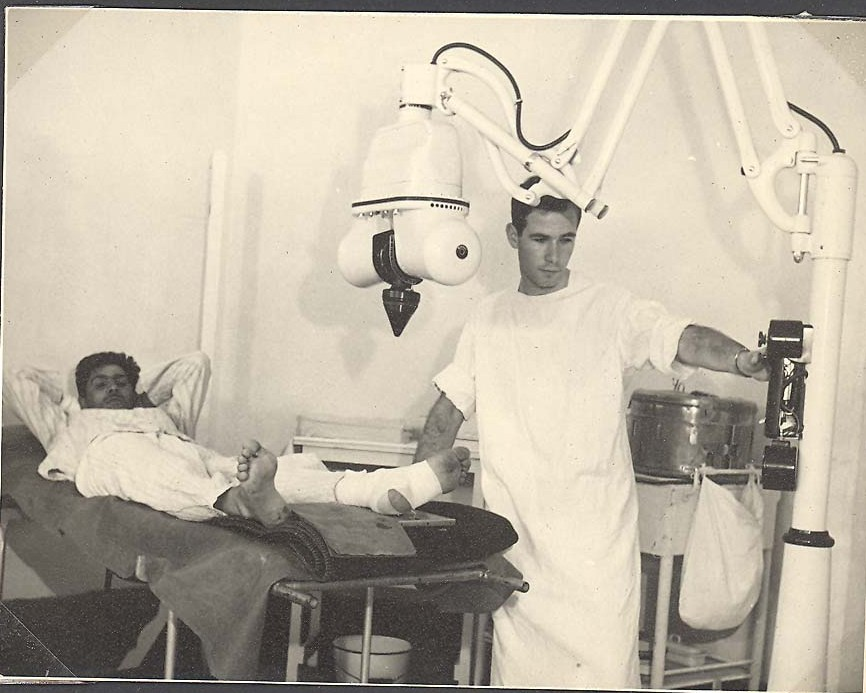
1948년에 촬영된 이스라엘 제11군사병원의 사진
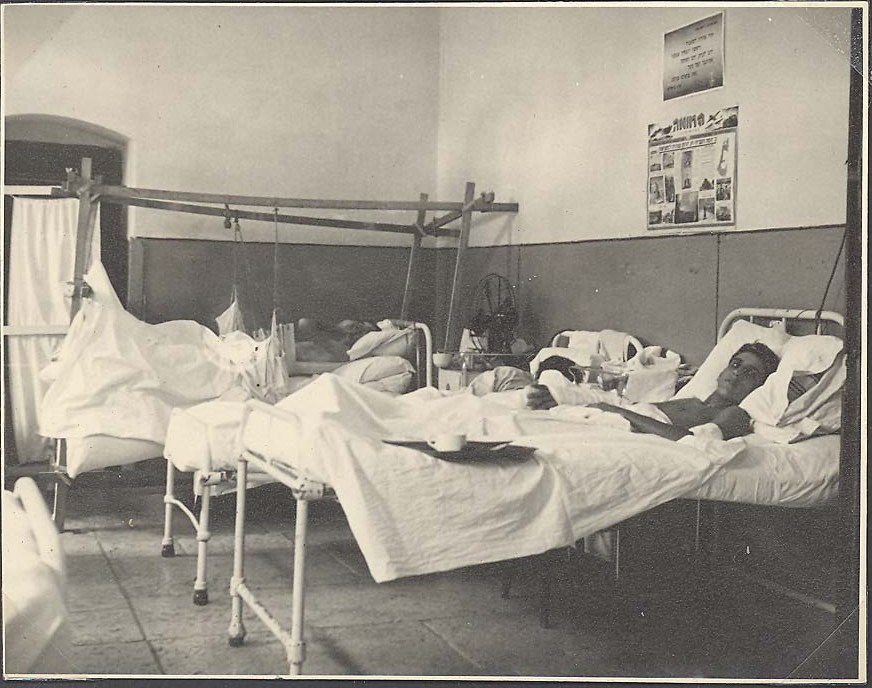
1948년에 촬영된 이스라엘 제11군사병원의 사진
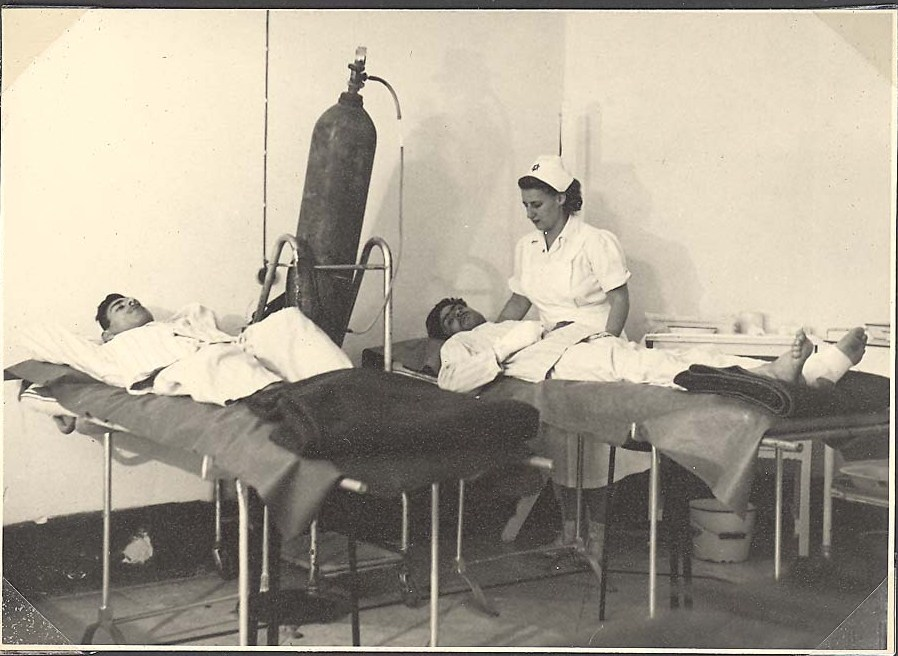
1948년에 촬영된 이스라엘 제11군사병원의 사진
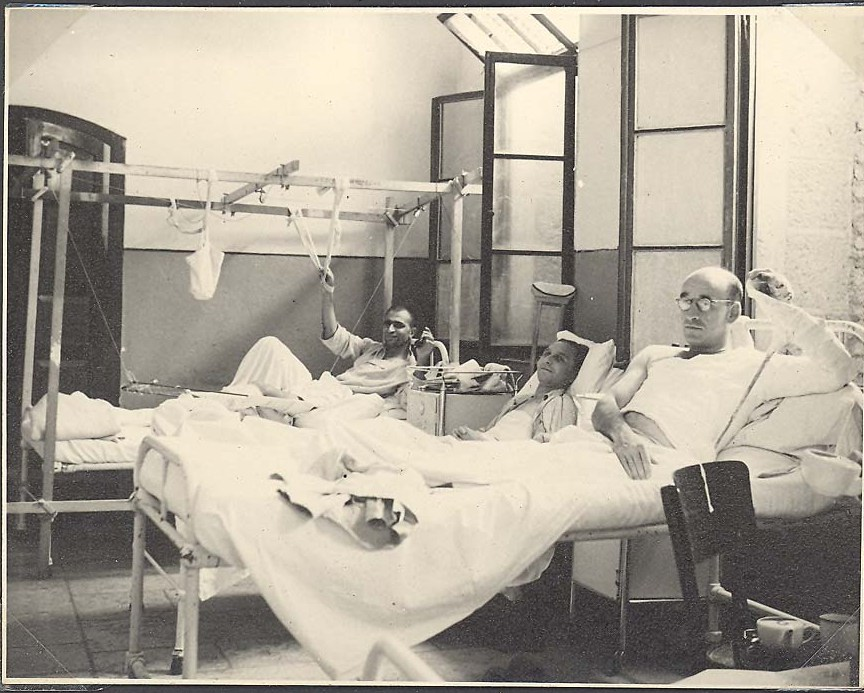
1948년에 촬영된 이스라엘 제11군사병원의 사진

## 같이 보기
- 군사 병원의 목록